# Chavo Guerrero
Chavo Guerrero, född Salvador Guerrero IV 20 oktober 1970 i El Paso, Texas, är en amerikansk fribrottare. Han uppträdde fram tills 2011 regelmässigt i den World Wrestling Entertainment-producerade showen Smackdown.
Chavo Guerreros familj är välkänd inom fribrottningsindustrin. Hans farfar är den välkände mexikanske fribrottaren Gory Guerrero och hans far är Chavo Guerrero, Sr., en mexikansk fribrottarlegend.
Han uppträdde fram tills 2011 regelmässigt i den World Wrestling Entertainment-producerade showen Smackdown. Efter dess höll han mellan juli 2012 och december 2013 till i TNA, men fick sparken efter matchen Feast or Fired.
I september 2014 skrev Guerrero kontrakt med Lucha Underground och brottades i första matchen i debutavsnittet men förlorade mot Blue Demon Jr. Lucha Underground lades ner i november 2018 efter den sista delen, Ultima Lucha Cuatro, och Guerrero startade därför tillsammans med Alberto De Rio förbundet Nación Lucha Libre som lades ner i januari 2020.